# 11980 Ellis
11980 Ellis este un asteroid din centura principală de asteroizi.

## Descriere
11980 Ellis este un asteroid din centura principală de asteroizi. A fost descoperit pe 17 septembrie 1995 la Kitt Peak National Observatory în cadrul proiectului Spacewatch. El prezintă o orbită caracterizată de o semiaxă mare de 2,46 ua, o excentricitate de 0,11 și o înclinație de 6,4° în raport cu ecliptica.